# 锁南班
锁南班（?—?），元朝大臣，元惠宗时中书平章政事。
元惠宗至元元年（1335年），锁南班担任浙东宣慰使。至正元年（1341年），为南台治书侍御史。至正六年（1346年），锁南班担任中书省参知政事，奉命至东平镇压农民起义。至正七年（1347年），因功升任中书右丞。至正十二年（1352年），参与镇压西番起义。后来担任甘肃行省平章政事。率兵镇压永昌愚鲁罢起义。至正十三年（1353年），升任为永昌宣慰使，总管永昌兵马。至正十四年（1354年），入朝担任中书省平章政事。